# Technological Pedagogical Content Knowledge
Le Technological Pedagogical Content Knowledge (TPACK ou TPaCK) est un cadre conceptuel permettant de réunir, de décrire et de comprendre les types de connaissances nécessaires que doit avoir un professeur pour développer une pratique pédagogique efficace dans un environnement d'apprentissage faisant intervenir les TICE.
Le cadre TPACK ne prône pas nécessairement l'utilisation de nouvelles technologies. Il affirme plutôt qu'en cas d'utilisation de ces dernières, trois choses doivent être conjuguées adéquatement : la technologie, la pédagogie et le contenu.

## Histoire
L'idée de pedagogical content knowledge (PCK) est décrite en 1986 par Lee Shulman (en). La technologie a par la suite été intégrée au cadre conceptuel pour former le TPACK, grandement développé par les professeurs de l'université d'État du Michigan Punya Mishra et Matthew J. Koehler.

## Concept
Le TPACK prétend qu'une intégration efficace de la technologie pour enseigner des contenus ou disciplines spécifiques demande une compréhension de trois domaines : la technologie, la pédagogie et le contenu, ainsi qu'une compréhension des liens entre ces domaines. Le cadre TPACK met en évidence des relations complexes entre ces domaines et peut servir de structure organisationnelle permettant de définir ce que les professeurs ont besoin d'apprendre pour intégrer efficacement la technologie dans leur profession.